# Piatto
Piatto là một đô thị ở tỉnh Biella vùng Piedmont của nước Ý, có vị trí cách khoảng 70 km về phía đông bắc của of Torino và khoảng 4 km về phía tây bắc của of Biella. Tại thời điểm ngày 31 tháng 12 năm 2004, đô thị này có dân số 527 người và diện tích là 3,6 km².
Piatto giáp các đô thị: Bioglio, Callabiana, Camandona, Mosso, Quaregna, Ternengo, Valdengo, Vallanzengo, Valle San Nicolao, Veglio.